# Stylloi
Stylloi (in greco Στύλλοι?; in turco Mutluyaka) è un villaggio di Cipro, situato a 12 km a nord-ovest di Famagosta. Esso appartiene de facto al distretto di Gazimağusa della Repubblica Turca di Cipro del Nord,  mentre de iure fa parte del distretto di Famagosta della Repubblica di Cipro. Prima del 1974, questo villaggio era abitato da una maggioranza greco-cipriota.
Stylloi nel 2011 aveva 407 abitanti.

## Geografia fisica
Stylloi è situato nella bassa pianura della Messaria,  a soli quattro chilometri a ovest dell'antica città di Salamina e a due chilometri e mezzo a est del villaggio di Gaidouras/Korkuteli.

## Origini del nome
Stylloi significa "pilastro" in greco. Nel 1975, i turco-ciprioti l'hanno ribattezzata Mutluyaka, dal nome del villaggio da cui provengono molti degli attuali abitanti del paese.
Mutluyaka era il nome alternativo turco del villaggio di Mouttagiaka nel distretto di Limassol. Mutluyaka significa letteralmente "banco felice".

## Società

### Evoluzione demografica
Fino al 1946 Stylloi era un villaggio misto a maggioranza greco-cipriota. Nel censimento ottomano del 1831, i cristiani costituivano quasi il 72% della popolazione. Nel 1891, quasi due decenni dopo la colonizzazione britannica dell'isola, questo numero era salito al 77%. Nella prima metà del XX secolo, mentre la popolazione greco-cipriota è aumentata costantemente, quella turco-cipriota è diminuita. Nel censimento del 1946, i turco-ciprioti costituivano solo il 4% della popolazione. Nel 1960 non c'erano più turco-ciprioti nel villaggio.
Nel 1958, a causa delle lotte intercomunitarie, tutti i turco-ciprioti di Stylloi fuggirono e si rifugiarono nei villaggi vicini e a Nicosia, rimanendovi fino al 1974. Solo un piccolo numero ha mostrato interesse a essere trasferito nel proprio villaggio dopo il 1974. La maggior parte è rimasta dove si era rifugiata nel 1958 o si è reinsediata in altre località, soprattutto nelle città.
Tutti i greco-ciprioti di Stylloi furono sfollati nell'agosto 1974, fuggendo dall'avanzata dell'esercito turco verso la parte meridionale dell'isola. Attualmente, come il resto dei greco-ciprioti sfollati, quelli di Stylloi sono sparsi in tutto il sud dell'isola. La popolazione sfollata del villaggio potrebbe essere stimata in circa 580 persone, dato che la popolazione greco-cipriota era di 572 persone nel 1973.
A parte un piccolo numero di ciprioti turchi originari di Stylloi che sono tornati nel 1974, la maggior parte degli attuali abitanti del villaggio proviene da Mouttagiaka, nel distretto di Limassol. Alla fine degli anni '70 si sono insediate nel villaggio anche alcune famiglie provenienti dalla Turchia. Dalla metà degli anni novanta, anche alcuni turco-ciprioti provenienti da altre zone del nord dell'isola e turco-ciprioti rimpatriati dall'estero hanno acquistato proprietà, costruito case e si sono stabiliti qui. Secondo il censimento turco-cipriota del 2006, la popolazione del villaggio era di 404 abitanti.